# ایگناسیو آنیا
ایگناسیو «ال ناچو» آنایا گارسیا (به اسپانیایی: Ignacio "El Nacho" Anaya García؛ زاده: ۱۵ اوت ۱۸۹۵ - درگذشت: ۹ نوامبر ۱۹۷۵) یک سرپیشخدمت و رستوران‌دار اهل مکزیک بود که به عنوان مخترع ناچوز شناخته می‌شود. ناچوز یک وعده غذایی معمولی مکزیکی است که به موفقیت و محبوبیت فوری در سراسر جهان دست یافت و ایگناسیو آنیا به سرعت شهرت پیدا کرد. نام مستعار او ناچو بود، برگرفته از اسپانیایی ایگناسیو Ignacio، نسخه اسپانیایی ایگناتیسو Ignatius.
در ۱۵ اوت ۲۰۱۹، در ۱۲۴ سالگی تولد او گوگل از او با یک دودل تجلیل کرد.